# Пачка сигарет (песня)
«Па́чка сигаре́т» — песня советской рок-группы «Кино», включённая в студийный альбом «Звезда по имени Солнце» (1989; композиция № 6 в плейлисте). Одна из самых известных песен коллектива. Замысел произведения, возможно, возник у автора в 1986 году, во время съёмок группы «Кино» в короткометражном фильме «Конец каникул». Сама песня была написана в 1988 году, когда Виктор Цой снимался в картине «Игла».
Изначально планировалось, что новый рок-цикл будет называться «Пачка сигарет»; переименование произошло после того, как Цой в последний день записи решил добавить песню «Звезда по имени Солнце».
В XXI веке ряд музыкантов и групп (Сергей Шнуров, «Вопли Видоплясова», «Дореволюционный Советчик», «Легальный Бизне$$») предложили зрителям свои интерпретации песни «Пачка сигарет».

## История песни

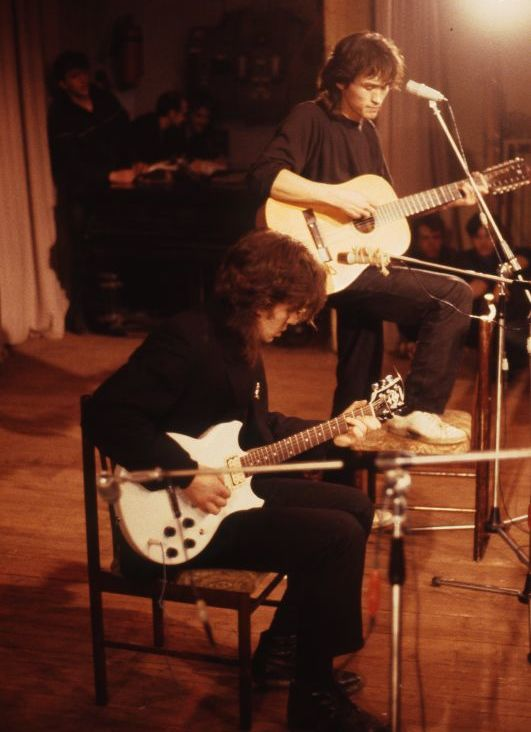
Юрий Каспарян и Виктор Цой на концерте в Ленинграде. 1986 год

Я сижу и смотрю в чужое небо из чужого окна.

И не вижу ни одной знакомой звезды. 

Я ходил по всем дорогам и туда и сюда, 

Обернулся и не смог разглядеть следы.
Замысел песни «Пачка сигарет», по версии режиссёра Сергея Лысенко, возник у Виктора Цоя в 1986 году, когда музыканты «Кино» снимались в короткометражной ленте «Конец каникул». Этот фильм не стал значительным событием ни в советском кинематографе, ни в творческой биографии Цоя, однако атмосфера, сложившаяся в киногруппе, была близка настроению будущей песни. Как вспоминали Лысенко и киевский актёр Алексей Ковжун, однажды ночью, засидевшись за разговорами, музыканты обнаружили, что у них кончились сигареты. Поскольку магазинов с круглосуточным графиком работы в СССР не существовало, несколько человек, включая Цоя, вышли на улицу, чтобы «пострелять курево у прохожих». В условном соревновании — «кто больше настреляет» — победил лидер группы «Кино».
Сама песня была написана два года спустя в Алма-Ате, где Цой снимался в другой картине — «Игле» Рашида Нугманова. Судя по сохранившемуся черновику, изначальный вариант текста несколько отличался от итоговой версии, записанной в альбоме «Звезда по имени Солнце». В блокнотной рукописи автора первая строка была короче: «Я [сижу и] смотрю на чужое небо из чужого окна». Кроме того, там отсутствовали некоторые служебные слова, определившие впоследствии ритм композиции. Как рассказывал Юрий Каспарян, занимавшийся аранжировкой песни, её мелодия «была выстроена чисто математически», а потому ноты он подбирал, руководствуясь собственным представлением об их уместности: «Мне просто нравится гармония, алгебра — всё это очень интересно».
О том, что тема, заложенная в песне, была близка Цою и его друзьям, вспоминал и первый директор «Кино» Юрий Белишкин, — по свидетельству продюсера, впервые приехав на встречу с музыкантами (которые в конце 1980-х годов работали, как правило, в ленинградской квартире барабанщика группы Георгия Гурьянова на Будапештской улице), он обратил внимание на непритязательность обстановки: «Стол, сигареты и чай. <…> Сидели, молчали, курили, что-то играли на гитарах». Именно в квартире Гурьянова были записаны экспериментальные варианты композиций, вошедших в новый рок-цикл, который достаточно долго имел рабочее название «Пачка сигарет». Переименование произошло в конце 1988 года по инициативе Цоя, сообщившего, что решил добавить уже записанную для фильма «Игла» песню «Звезда по имени Солнце», и она даст название альбому.

## Запись. Отзывы
Работа над песнями из рок-цикла «Пачка сигарет» (позже переименованного в «Звезду по имени Солнце») началась в феврале 1988 года в квартире Гурьянова и продолжалась с перерывами вплоть до декабря. Запись самого альбома проходила в Москве, в профессиональной студии певца Валерия Леонтьева, оснащённой весьма качественной для того времени аппаратурой. Все композиции были сведены воедино в конце декабря — начале января, однако в свет альбом вышел со значительной задержкой — в августе 1989 года. При этом первые слушатели (в основном друзья и близкие знакомые музыкантов) познакомились с песнями, включёнными в новый рок-цикл, гораздо раньше; их отзывы были весьма разноречивыми.
Так, писатель Александр Житинский впоследствии рассказывал, что композиции из альбома «Звезда по имени Солнце» он слушал на кассетном магнитофоне 17 февраля 1989 года — в день памяти Александра Башлачёва — в присутствии Цоя и Константина Кинчева. После рок-цикла «Группа крови» новая работа «Кино» показалась Житинскому невыразительной: «Что-то не покатило. <…> Мне показалось, что это повтор».
В свою очередь, Кинчев, который в тот момент пытался остановить резковатый монолог писателя («Мол, не надо, Цой этого не любит»), позже признавался, что Виктор влиял не только на его творчество, но и на повседневное настроение: «Друзья, которые уходят, они оставляют после себя чёрные дыры. <…> Даже чисто эгоистический интерес — посидеть с ним на кухне, забухать, попеть — а его уже нет».
Музыкальный критик Артемий Троицкий, сравнивая демоверсию рок-цикла и готовый рок-альбом, записанный в студии Леонтьева, отмечал, что «питерский „черновик“ пластинки звучал намного живее». Указывая на «туповатую» аранжировку отдельных композиций и общий «налёт эстрадности», Троицкий вместе с тем признал, что песня «Пачка сигарет» «удалась на славу».
По словам музыканта Александра Титова, ещё во время прослушивания пробных домашних записей альбома он почувствовал, что автору песен в момент их написания было «очень несладко и по-человечески одиноко».

## Своеобразие песни
Основные черты лирического героя Цоя определились задолго до выхода «Пачки сигарет». Ещё в 1985 году журнал «Рокси», созданный на базе Ленинградского рок-клуба, писал, что о жизни цоевского персонажа слушателям известно «почти всё»: «Он постоянно курит и сигареты, и папиросы. Он любит гулять по ночам, тоскует по Чёрному морю, не очень доверяет электричке». По мере взросления герой обретает новый жизненный опыт, и если в альбоме «Группа крови» (1988) он «осознаёт себя как боец на некой экзистенциальной войне», то в следующем рок-цикле — «Звезде по имени Солнце» — персонаж уже чувствует усталость от противостояния с миром: «Я ходил по всем дорогам и туда и сюда, / Обернулся и не смог разглядеть следы».

Пессимизм, растерянность, ощущение того, что назад пути нет, занимают мысли поэта. Пройдя длинный путь становления, герой оглядывается назад, но не ищет обратной дороги, не стремится вернуться к прежнему восприятию действительности. Он прошёл много дорог, чтобы обрести свой путь.— И. Иванов, Е. Шаджанова
В прежних странствиях героя спасали звёзды, которые освещали дорогу заплутавшему путнику. В «Пачке сигарет», несмотря на название альбома, обещающего встречу с Солнцем, рассчитывать на поддержку небесных светил персонаж не может: «И не вижу ни одной знакомой звезды». Драматизм ситуации усугубляется тем, что небо для персонажа тоже стало «чужим»; как отмечал филолог Владимир Шадурский, у героя уже «нет сил для духовного полёта (вертикального), есть только деньги на самолёт для полёта реального (горизонтального)».
Исследователи выделяют ещё одну особенность, которая присуща как песне «Пачка сигарет», так и всему рок-циклу «Звезда по имени Солнце», — речь идёт о фольклорных мотивах и образах, органично вплетённых в тексты Цоя. Отсылки к народно-поэтическому творчеству, переосмысленным пословицам и поговоркам обнаруживаются, к примеру, в строчках: «И никто не хотел быть виноватым без вина, / И никто не хотел руками жар загребать, / А без музыки и на миру смерть не красна, / А без музыки не хочется пропадать».

## В контексте рок-цикла «Звезда по имени Солнце»
По словам автора монографии «Русская рок-поэзия» (2010) Юрия Доманского, в любых лирических циклах, включая книги и альбомы, важна композиционная последовательность, поскольку именно структура во многом позволяет раскрыть и особенности мировосприятия поэта, и его же внутренние противоречия. В этом смысле рок-цикл «Звезда по имени Солнце» интересен исследователям с точки зрения «мировоззренческой оппозиции гармонии и дисгармонии». Весь альбом группы «Кино», по версии Доманского, построен на контрасте. Так, если первая композиция цикла — «Песня без слов» — показывает внутренний конфликт персонажа с миром («Снова за окнами белый день, / День вызывает меня на бой»), то в следующей — «Звезде по имени Солнце» — происходит воцарение гармонии; правда, она достигается «ценой гибели героя». Анализируя таким образом все девять песен альбома, исследователь отмечает, что в «Пачке сигарет» (включённой в цикл под шестым номером) демонстрируется разлад персонажа с действительностью; одновременно наблюдается его «попытка обретения гармонии хотя бы в мелочах». Это артикулировано, к примеру, в строчках: «Но если есть в кармане пачка сигарет, / Значит, всё не так уж плохо на сегодняшний день». В «Пачке сигарет», как и во всём цикле, путь странника представляет собой поиски «гармонии в дисгармоничном мире».
Исследователи, рассматривающие семантику текстов из альбома «Звезда по имени Солнце», проводят сопоставление с поэтическими циклами Александра Блока, который скреплял соседние стихотворения повтором одних и тех же слов. У Цоя в указанном рок-цикле в число ключевых входят слова «бой», «война», «солнце», «окно», «небо», «земля», при этом три последних присутствуют и в песне «Пачка сигарет». К примеру, образ земли у Цоя не статичен, он на протяжении всего альбома меняется, приобретая (в зависимости от настроения лирического героя) разные качества. Если в песне «Звезда по имени Солнце» земля воспринимается героем как символ вечного природного движения («Через два на ней цветы и трава, / Через три она снова жива»), то в «Пачке сигарет» и она, и небо кажутся персонажу одинаково чужими: «И билет на самолёт с серебристым крылом, / Что, взлетая, оставляет на земле лишь тень».

## Влияние
Тема, заявленная в песне «Пачка сигарет», получила своеобразную интерпретацию у ряда групп и исполнителей XXI века. К примеру, в композицию Сергея Шнурова «Перемен» («Мы уже не ждём перемен»), состоящую из «иронически переосмысленных», адаптированных к новым реалиям цитат из текстов Цоя, включена фраза: «Полно в кармане пачек сигарет, / На самолёт всё посадки нет, / Не видно неба из-за стен, / Мы ждём, но не перемен». Ансамбль-варьете «Дореволюционный Советчик» создал по мотивам «Пачки сигарет» пародию под названием «Табаку кисетъ», содержащую, в частности, такие строки: «Созерцаю эмпиреи сквозь чужой мезонинъ, / Тщетно силюсь хоть одно свѣтило признать…». В начале нулевых годов украинская рок-группа «Вопли Видоплясова» представила зрителям свою версию песни Цоя, исполняемую во время концертов на русском, украинском и английском языках. В 1999 году группа «Легальный Бизне$$» использовала семпл песни Цоя для создания своего первого одноимённого хип-хоп видеоклипа, ставшего «визитной карточкой» коллектива.
Свидетельством сохраняющегося интереса аудитории к «Пачке сигарет» являются результаты опроса, проведённого музыкальной радиостанцией «Наше радио» на тему «Сто лучших песен русского рока в XX веке». Согласно выбору слушателей, в список была включена и «Пачка сигарет» (наряду с занявшей первое место «Группой крови» и такими композициями «Кино», как «В наших глазах», «Звезда по имени Солнце», «Восьмиклассница» и др.).

## Участники записи[9]
- Виктор Цой — лид-вокал, ритм-гитара
- Юрий Каспарян — соло-гитара, клавишные, бэк-вокал
- Игорь Тихомиров — бас-гитара, бэк-вокал
- Георгий Гурьянов — программирование драм-машины «Yamaha RX-5», бэк-вокал

## Комментарии
1. ↑  Поскольку Цой при жизни не планировал публиковать свои тексты («Нет, я считаю, что они должны звучать вместе с музыкой, вернее даже, с группой»), то «канонического», авторизованного варианта его стихов не существует. Здесь и далее сохранена пунктуация авторов книг, статей, составителей сборников, в которых цитируются его тексты[4].